# Melanaspis leivasi
Melanaspis leivasi  (лат.) — вид полужесткокрылых насекомых-кокцид рода Melanaspis из семейства щитовок (Diaspididae).

## Распространение
Центральная и Южная Америка: Бразилия, Гватемала, Колумбия, Мексика, Панама.

## Описание
Мелкие щитовки, встречаются на коре.
Питаются соками таких растений, как Anacardium excelsum (Сумаховые), Bursera (Бурзеровые), фикус (Тутовые), виноград (Виноградовые).
Таксон Melanaspis leivasi включён в состав рода Melanaspis Cockerell, 1897 вместе с таксонами A. aristotelesi, A. arnaldoi, A. bondari, A. bromiliae, A. figueiredoi, A. jaboticabae, A. araucariae, A. martinsi, A. saccharicola, A. santensis, A. smilacis.